# مونتيديو ياماغاتا
مونتيديو ياماغاتا (باليابانية: モンテディオ山形) هو نادي كرة قدم ياباني تأسس عام 1984 مركزه محافظة ياماغاتا.

## أهم اللاعبين الذين لعبوا للعين خلال تاريخه
- إدوين إيفانيي
- مومودو موتاير

## وصلات خارجية
- الموقع الرسمي